# دانشگاه کاستامونو
دانشگاه کاستامونو (ترکی استانبولی: Kastamonu Üniversitesi) به عنوان دانشگاه دولتی در شهر کاستامونو تأسیس شد.
زبان تدریس این دانشگاه ترکی بوده و بالغ بر ۱۲۰۰۰ دانشجو در سطوح مختلف (لیسانس، فوق لیسانس و دکترا) مشغول به تحصیل می‌باشند. دانشگاه کاستامونودارای ۹ دانشکده، ۴ مدرسه عالی، ۱۱ مدرسه عالی تخصصی و ۲ انیستیتو است. از رشته‌های مهم آن می‌توان به ادبیات، مهندسی ساختمان و معماری، مهندسی جنگلات، اقتصاد و اداره، الهیات، ارتباطات و مدیریت گردشگری اشاره کرد.